# (3311) Podobed
(3311) Podobed es un asteroide perteneciente al cinturón de asteroides, descubierto el 26 de agosto de 1976 por Nikolái Stepánovich Chernyj desde el Observatorio Astrofísico de Crimea (República de Crimea).

## Designación y nombre
Designado provisionalmente como 1976 QM1. Fue nombrado Podobed en honor al astrónomo soviético ruso Vladimir Vladimirovich Podobed.